# Les Troubadours du désordre
Les Troubadours du désordre est un groupe de rock français, originaire de Paris. Il est composé de la chanteuse Mlle Chomb et de l'auteur-compositeur Dom Kiris. Le groupe est aussi composé de Marie Tuvache au chant et aux chœurs, Paul Mercier à la basse et Romain Fradet à la batterie.

## Biographie
Mlle Chomb et Dom Kiris forment un duo depuis 1998, date à laquelle ils laissent une chanson en libre téléchargement sur Internet. Cette chanson, appelée La Nique au Joyeux Noël, est composée par le duo en compagnie de Louis Bertignac du groupe Téléphone. En échange de la chanson, les internautes sont invités à faire un don pour le Secours populaire, initiative saluée alors par la presse (notamment Le Monde, Libération, Guitariste Magazine, etc.).
Le duo enchaîne ensuite les petites salles de concert parisiennes avant de sortir un premier album auto-produit en 1999 intitulé Mlle Chomb et Dom Kiris. En 2001, lors de l'enregistrement de l'album Charivari, le groupe est repéré par le label indépendant Label M10 (Musidisc). L'album sort le 7 mars de la même année. Ils feront ensuite une tournée promotionnelle des Fnac car ils font partie des meilleures autoproductions de la Fnac, selon ses propres dires. La chanson Même si personne tirée de cet album est sélectionné par Warner Music et Rock & Folk, parmi les meilleurs groupes auto-produits, pour figurer sur la compilation Destination France Rock parrainée par Noir Désir, M, Matmatah et Les Négresses vertes. En cette année 2001, en signe de reconnaissance, le groupe est invité à participer au Festival Les Effervessonnes avec Jacques Higelin, Brigitte Fontaine, Tryo et Sergent Garcia.
Le groupe obtient peu à peu un certain succès, ils ont l'occasion de jouer dans des grandes salles parisiennes comme l'Élysée-Montmartre, Le Divan du Monde ou La Cigale invités par des groupes comme Blankass, Charlélie Couture, les Têtes raides et Astonvilla. Une radio américaine les a même récemment invité pour jouer au festival South by Southwest à Austin au Texas, États-Unis, haut lieu de rassemblement de la country et du folk.
En 2006, le morceau La Mobylette rouge tiré de l'album T est sélectionné pour figurer sur deux compilations La Nouvelle Guinche Vol. 2 regroupant les nouveaux talents de la chanson française avec par exemple Sanseverino, Mano Solo et Les Hurlements d'Léo et la compilation Ketchup and Marmalade Vol. 1 à l'initiative de Mélanie Bauer avec Dionysos, Kaolin, Julien Ribot, et JP Nataf. Depuis, le groupe apparaît sporadiquement dans les années 2010, notamment en concert pendant 6e nuit des Chiens Bleus.

## Style musical
Les membres qui se définissent comme des musiciens tentant de retrouver l'esprit folk des grandes chansons populaires en jouant des musiques authentiques d'influences celtes, blues, tziganes et country. Mlle Chomb et Dom Kiris se définissent comme un « duo country folk parigot acoustique ».

## Discographie

### Albums studio
- 1999 : Mlle Chomb et Dom Kiris (6 titres)
- 2002 : Live Charivari (10 titres)
- 2005 : T (album 6 titres)

### Participations
- 2001 : Destination France Rock (compilation)
- 2005 : Rock'n'Roll All Stars (compilation)
- 2006 : La Nouvelle Guinche Vol. 2 et Ketchup and Marmalade Vol. 1.

### Single
- 1998 : La Nique au Joyeux Noël (single offert gratuitement sur Internet)